# 줄리 스티븐스

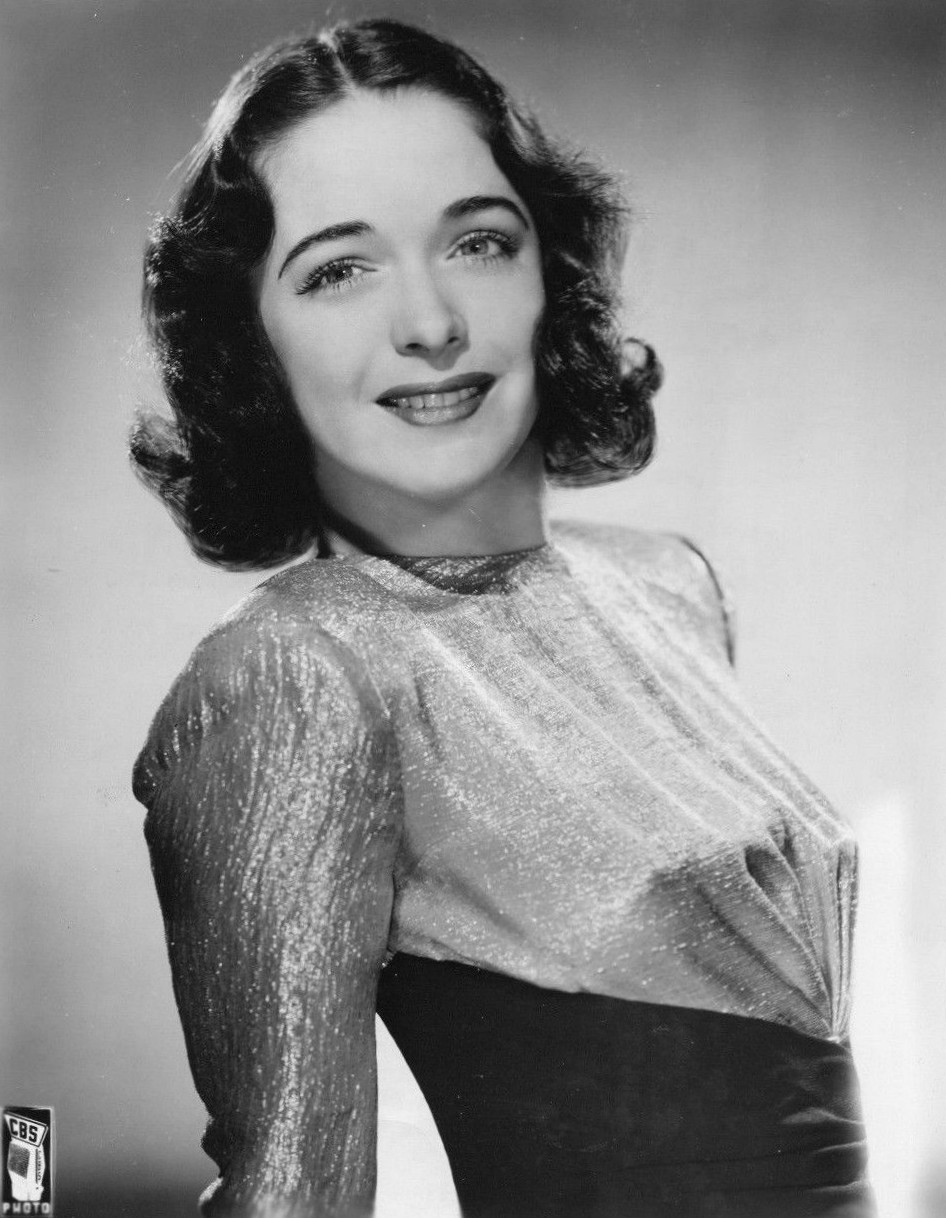

줄리 스티븐스(Julie Stevens, 1916년 11월 23일 ~ 1984년 8월 26일)는 미국의 배우, 연극 배우, 텔레비전 배우, 영화배우이다.

## 영화
- 라이프 애프터 투마로우 (2006년)